# Roza Tamàrkina
Roza Vladímirovna Tamàrkina (Ро́за Влади́мировна Тама́ркина, Kíev, 23 de març de 1920 – Moscou, 5 d'agost de 1950) va ser una pianista soviètica que va obtenir el segon premi del tercer concurs internacional de piano Frédéric Chopin a Varsòvia (1937).

## Biografia
Nascuda a la família de Vladimir Markovich Tamarkin (Volko Motelevich) de Kíev (1882-1969) i Anna Lvovna Tamarkina (nascuda Lapidus Hanna Elevna) d'Odessa (1883-1942).
| « | "Ni la mare ni el pare es dedicaven a la música. A la mare li agradava molt la música, però no tocava. A la família hi havia dues germanes grans. Una germana va aprendre a tocar el piano i l'altra el violí. El meu oncle, afinador de professió, era un pianista aficionat. Sovint venia a ell per escoltar com toquen, vaig escoltar com estava compromesa la meva germana" | » |

El 1925-1931, Rosa va estudiar a l'escola 1a etapa del Conservatori de Kíev, a la classe de N. M. Goldenberg, el 1932 va ser admesa al "Grup Especial Infantil", organitzat al Conservatori de Moscou per A. B. Goldenweiser a la classe del mateix Goldenweiser. Ja l'any 1933, Tamarkina va participar en el Primer Concurs de Músics Intèrprets de tota la Unió, on va rebre un premi especial (per la seva edat, no podia ser considerada una participant de ple dret al concurs), i dos anys més tard, ja estudiant de Goldenweiser al Conservatori, al Segon Concurs va aconseguir el primer lloc amb confiança. Els primers discos de gramòfon de Rosa Tamarkina amb les seves interpretacions de les obres de Franz Liszt (Paràfrasis sobre els temes "Rigoletto" i la 10a Rapsodia), publicats el 1935, van ser molt destacats per la crítica musical. Grigory Polyanovsky va escriure: 
| « | "... Però l'obra de la pianista de catorze anys Rosa Tamarkina, estudiant del professor Goldenweiser, deixa una impressió absolutament inoblidable. La desena rapsòdia de Liszt en la seva interpretació és un d'aquells esdeveniments musicals que s'estan convertint en habituals al nostre país en creixement de talents. | » |

 L'actuació de la jove Tamarkina, de 16 anys, al tercer Concurs Internacional Chopin, celebrat a Varsòvia entre febrer i març de 1937, es va convertir en un triomf. Interpretant de manera brillant el programa del concurs, la pianista va guanyar la simpatia del públic i del jurat (entre els jutges hi havia Heinrich Neuhaus, Emil Sauer, Wilhelm Backhaus) i va rebre el segon premi, perdent només davant Iàkov Zak. "El que em va impactar de Rosa va ser que, malgrat la seva jove edat, és sens dubte una pianista completament formada i completament conscient", va assenyalar Heinrich Neuhaus. Al concurs hi van participar tres pianistes més de la mateixa edat que la Rosa, però cap d'ells es va poder comparar amb ella ni pel que fa a l'envergadura del seu talent ni pel que fa a la integritat de la seva actuació. El diari polonès "Kurjer Warszawski" va escriure: "L'actuació de Roza Tamarkina està dotada dels trets emocionals d'una individualitat artística ja consolidada, que faria honor a més d'un pianista adult". Després de la finalització del concurs, va actuar a diferents ciutats de Polònia i, al seu retorn a l'URSS, va començar la seva carrera concertística. A les actuacions de Rosa Tamarkina quasi sempre hi havia ple. La seva fama, reconeixement i autoritat creativa creixen constantment. Poc després de tornar de Varsòvia, se li va concedir -"per èxits excepcionals en el camp de l'art musical"- l'Orde de la Insígnia d'Honor. Un estudiant que encara no ha complert els vint anys és escollit diputat del Consell de Moscou el 1939. El 1940 es va graduar amb honors al conservatori i va entrar a l'escola de postgrau, primer amb Goldenweiser, i el 1943 es va traslladar a la classe de Konstantin Igumnov. Durant la guerra, sent evacuada juntament amb el personal del conservatori, Tamarkina va continuar actuant, el maig de 1942 va fer un concert a Moscou.

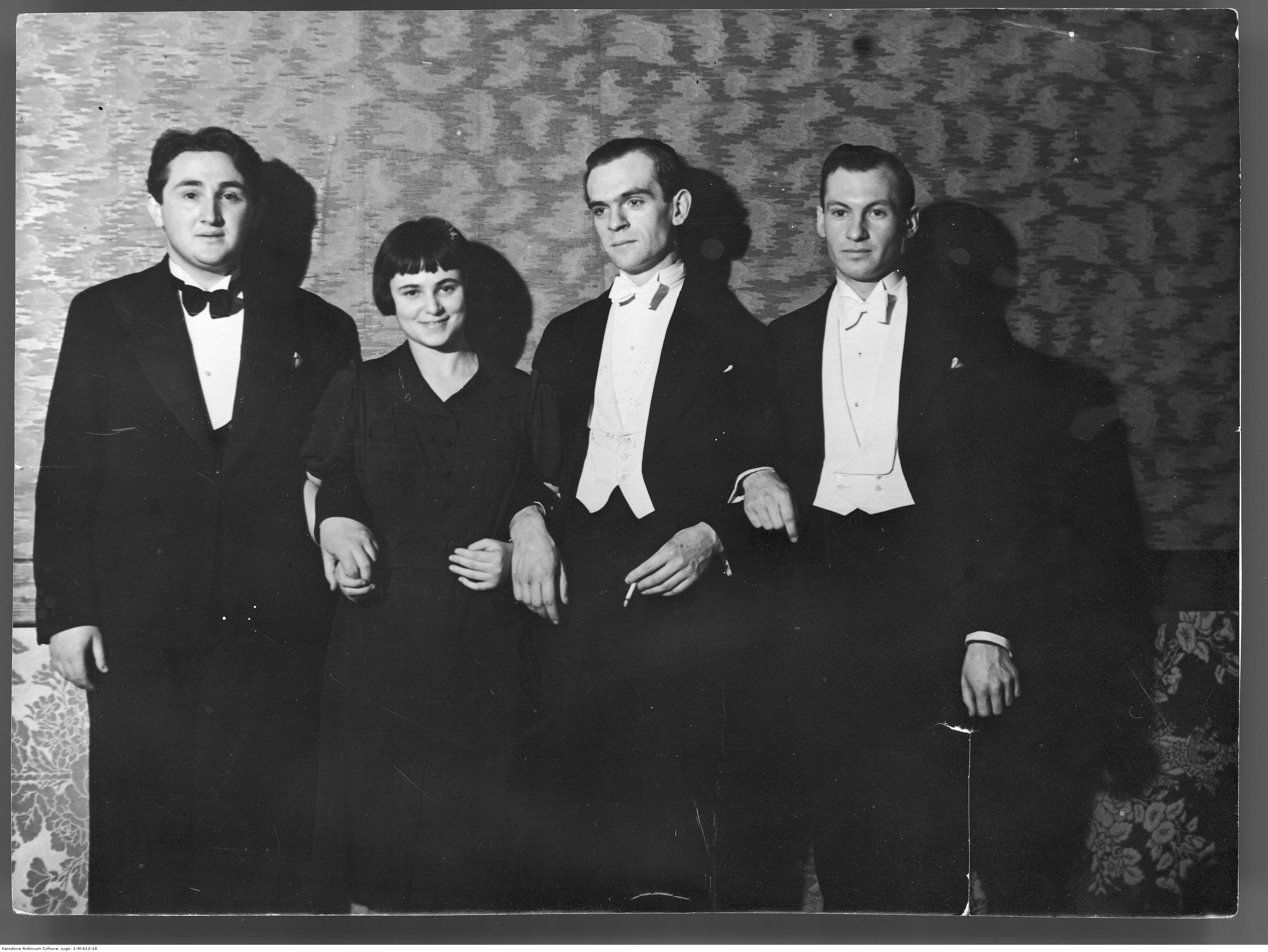
Roza Tamarkina, Yakov Zak, Witold Maltsuzhinskiy i Lance Dossor. Varsòvia, març de 1937

A la segona meitat de la dècada de 1940, Tamarkina va ensenyar al conservatori (com a ajudant de Konstantin Igumnov i Lev Oborin, sense aturar els concerts, però després una malaltia incurable (limfogranulomatosi), els primers signes de la qual va començar a aparèixer ja a principis de la decada de 1940, va provocar la seva mort prematura. L'últim concert del pianista va tenir lloc el febrer de 1950. De 1940 a 1944 va estar casada amb el pianista Emil Guílels.
Va ser enterrada a la 8a secció del cementiri de Vvedensky.

## Creació
Tamarkina va ser considerada una de les millors intèrprets del seu temps. Goldenweiser va dir d'ella:Plantilla:Cit Rosa Tamarkina va ser una representant del corrent líric-romàntic en l'art musical, i els concertistes d'aquest tipus solen gaudir d'una simpatia especial del públic. Els artistes romàntics entre els intèrprets són relativament poc freqüents. La seva "època daurada" va caure a la segona meitat del XIX - principis del segle xx; fins i tot a la dècada de 1930, quan l'estrella de Tamarkina es va aixecar i va brillar, la seva aparició a l'escenari de concerts va ser l'excepció més que la regla. En aquest moment, el tipus d'artista-intel·lectual es va fer cada vegada més assertiu, cada vegada més mestres es van convertir, calculadors i tècnics en les seves accions. Cada vegada més sovint es reuneix a les sales filharmòniques amb estructures sonores impecablement construïdes, amb "productes" musicals suaument polits; la primacia de la "ràtio" en les arts escèniques és cada vegada més notòria. És possible que per això, a causa de la reacció d'escolta inversa, l'art de Roza Tamarkina (així com el seu contemporani Yakov Flier) gaudís d'un reconeixement tan càlid. La gent va quedar captivada per l'espontaneïtat i la plenitud de sentiments que sempre han distingit el seu joc, fascinada per la inspiració inherent a l'actriu, l'elevació del to i l'emotivitat viva de la seva interpretació va quedar fascinada.
Al mateix temps, Tamarkina no estava de cap manera inclinada a ignorar la bona organització del joc. Tot en el seu art estava clarament ordenat, depurat i equilibrat. Per descomptat, també importava que fos alumna de Goldenweiser, un músic que mai es va cansar d'inculcar als seus estudiants un respecte per les formes sonores clàssicament estrictes i clares. Però això no és l'únic. La mateixa Tamarkina, com a artista, es va caracteritzar inicialment per una certa harmonia interior; això ho recorden gairebé tothom que la mirava des de la distància. Qualsevol desproporció o exageració va commocionar el seu sentit musical. I això, per descomptat, no es podia sentir en les seves arts escèniques. El seu temperament natural extravagant poques vegades es va vessar en el gust i la mesura artística, com van assenyalar la majoria dels crítics.

## Premis
- Orde de la Insígnia d'Honor (27.04.1937) - per un èxit excepcional en el camp de l'art musical.

## Discografia
1952 — 8", 78D—00919-20
- F. Liszt — El sonet de Petrarca núm. 104
- F. Chopin – Scherzo núm. 3 en do agut, op. 39

1956 - 12", LP (D-02733-34)
- F. Chopin — Fantasia en fa menor, op. 49
- R. Schumann - Tres passatges fantàstics, op. 111
- F. Schubert — Improvisació en mi bemoll major, op. 90 No. 2
- F. Schubert — Improvisació en sol bemoll major, op. 90 No. 3
- F. Liszt — El sonet de Petrarca núm. 104
- F. Chopin – Scherzo núm. 3 en do agut, op. 39

2006 -3 CDs (Restauració Vista Vera)
- CD1 (VVCD-00092)
- S. Rachmaninoff — 2n Concert per a piano i orquestra. Amb l'Orquestra Simfònica de l'Estat sota N. Anosov. Enregistrament des de la Gran Sala del Conservatori de Moscou el 26 de maig de 1948
- S. Taneev — Quintet en sol menor, Op.30. Amb el Quartet del Teatre Bolxoi (I. Zhuk, B. Veltman, M. Gurvich, I. Buravsky), gravat el 1946.

CD2 (VVCD-00095)
- F. Schubert — Improvisació en mi bemoll major, op. 90. Enregistrat el 1946
- F. Schubert — Improvisació en sol bemoll major, Op.90. Enregistrat el 1946
- F. Schubert, F. Liszt – "El moliner i el corrent" (alemany: Der Müller und der Bach). Enregistrament des de la Gran Sala del Conservatori de Moscou, 24 d'abril de 1948
- F. Schubert, F. Liszt - "Torpor" (alemany: Erstarrung). Enregistrament des de la Gran Sala del Conservatori de Moscou, 24 d'abril de 1948
- F. Liszt — Paràfrasi sobre els temes de "Rigoletto". Gravat el 1947
- F. Liszt — Rapsòdia hongaresa núm. 10. Gravat el 1948
- F. Liszt — El sonet de Petrarca núm. 104. Gravat el 1948
- J. Brahms — Quintet en fa menor, op.34. Amb el Quartet del Teatre Bolxoi (I. Zhuk, B. Veltman, M. Gurvich, I. Buravsky), gravat el 1947.

CD3 (VVCD-00101)
- S. Rachmaninoff — Preludi en mi menor, op.1889, enregistrat 1947-48
- S. Rachmaninoff — Preludi en fa major, op.1891 Enregistrat 1947-48
- S. Rachmaninoff — Gavotte en mi bemoll major, op.1889 Enregistrat 1947-48
- S. Rachmaninoff — Preludi en do menor, op. 23, núm. 7. Enregistrat 1947-48
- F. Chopin — Scherzo núm. 3. Enregistrat 1947-48
- F. Chopin — Fantasia en fa menor, op. 49. Enregistrat 1947-48
- F. Chopin — Polonesa-Fantasia en si bemoll major, op. 61. Enregistrat 1947-48
- R. Schumann - Tres passatges fantàstics. Enregistrat 1947-48

| « | Nº 1 en do menor No 2 en la bemoll major Nº 3 en do menor | » |

- C. Frank — Sonata per a violí i piano en do major. Violí — M. Kozolupova, enregistrat 1947-48.

## Literatura
- Zach J. I. Sobre Roza Tamarkina. ― "Música soviètica", núm. 10 per a 1950.
- Memòries de Roza Tamarkina / Y. I. Milshtein (comp.). - M.: Sovetskii kompozitor, 1989. — 120 s.
- O. L. Chernikov. La reina dels sons encantadors // Música i temps, núm. 1, 2002.
- A. V. Vitsinsky. Converses amb pianistes: Yakov Flier, Emil Gilels, Lev Oborin, Vladimir Sofronitsky, Nina Emelyanova, Abram Shatskes, Isaac Mikhnovsky, Grigory Ginzburg, Roza Tamarkina [i altres]. M.: Klassika-XXI, 2007.
- Esteve Weigler. L'objecte vague del desig // Piano internacional, GRAN BRETANYA, 7-8/2007.
- Roza Tamarkina. Materials de la manera creativa, memòries, documents / Tavieva E. A. (ob.). — M., 2010. — 280 s.
- O. L. Chernikov. El piano i les veus dels grans. Cicle: Biblioteca musical. Editorial: Phoenix, 2011. - 224 pàgines ISBN 978-5-222-17864-5